# 태안 백화산성
태안 백화산성(泰安 白華山城)은 대한민국 충청남도 태안군 태안읍 동문리에 있는 해발 284m의 백화산(白華山)에 있는 조선시대의 산성이다. 1984년 5월 17일 충청남도의 문화재자료 제212호로 지정되었다.

## 개요
충남 태안군 태안읍 동문리에 있는 이 산성은 고려 충렬왕 13년(1286)에 백화산 정상에 돌로 쌓은 성으로, 둘레 619m, 높이 3.3m이다.
4면이 절벽으로 되어있는 험준한 곳에 성을 쌓아, 외적의 침입이 어려운 요새지로써 태안 읍성으로 사용되기도 하였으며, 태안 군내 성곽 중 제일 먼저 쌓은 성이기도 하다.
성벽은 거의 무너진 상태이며, 성 안에는 우물터 2곳과 서산의 북주산과 부석면의 도비산에 연락을 취하였던 봉수대가 설치되어 있다.
『세종실록』지리지(地理志)와『신증동국여지승람』외에는 축성이나 활용 시기에 대한 기록이 남아있지 않다. 곧『신증동국여지승람』에는 “주위가 2,042척에 높이는 10척이다”고 하였지만, 이미 폐성(廢城)되었다고 기록하였다. 다만『신증동국여지승람』은 물론『증보문헌비고』,『여지도서』에서 보듯이, 봉수만은 유지되었던 것으로 추정된다.
이 산성은 정밀지표조사 결과, 입지와 성벽의 축성 방법, 규모, 수습 유물을 통해서 통일신라시대 이전에 축조된 것으로 추정된다.

## 참고 자료
- 백화산성 - 국가유산청 국가유산포털